# 남풍현
남풍현(南豊鉉, 1935년 3월 3일 ~ )은 대한민국의 국어학자이다. 고대 한국어와 구결, 이두 연구로 저명하다. 문학박사(서울대학교, 1981년)이며 단국대학교 명예교수이다. 경기도 안성시 출신으로 본관은 의령.
2000년에 황조근정훈장, 2001년에 동숭학술연구상, 2003년에 제22회 세종문화상 학술부문, 2014년에 제55회 3·1 문화상 인문·사회과학부문을 수상했다.

## 생애
1935년에 일본제국 경기도 안성면에서 태어났다. 광주농업고등학교를 졸업하고 서울대학교 문리대에 진학하여 국어국문학을 전공했다. 서울대학교에서 대학원에서 1965년에 석사 학위, 1981년에 박사 학위를 취득했다. 1961년부터 한성고등학교에서 교직생활을 시작하여 1968년에 한양대학교 교수직으로 임용되었다.
1972년 단국대학교 입교 후 문과대학장(1985년 9월 1일~1987년 4월 30일), 대학원장(1990년 9월 1일~1992년 8월 31일), 퇴계학연구소장(1992년 9월 1일~1998년 12월 31일)을 역임하였다. 국어학회 회장, 한국고문서학회 회장을 역임하였으며, 1988년에 구결학회를 창립하여 회장직을 맡았고 고대 한국어 연구를 본격화하였다. 사단법인 한국어문회 부이사장이며 국한문혼용론자이다.
2000년에 정년을 맞이해 명예교수가 되었다. 2021년에 《논어언해》《사요취선》(史要聚選) 등의 고서 및 고문서 530종을 석주선기념박물관에 기증하였다.

## 주요 저서
- 《차자표기법 연구》(단국대학교 출판부, 1981년)
- 《고대국어어휘집성》(한국정신문화연구소, 1994년)
- 《구결의 연구》(태학사, 1999년)
- 《유가사지론(瑜伽師地論) 석독구결의 연구》(태학사, 1999년)
- 《이두연구》(태학사, 2000년)
- 《고대한국어 논고》(태학사, 2014년)
- 《이두사전》(단국대학교 출판부, 2019년)